# Gerhard Grenzel
Gerhard Grenzel (Brandenburg an der Havel, 13 maggio 1915 – Malta, 10 gennaio 1941) è stato un militare e aviatore tedesco, asso della forza da bombardamento in picchiata della Luftwaffe durante la seconda guerra mondiale, decorato con la croce di cavaliere della Croce di Ferro, e con la croce di ferro di prima classe. Fu il primo sottufficiale della Luftwaffe ad essere insignito della massima onorificenza tedesca.

## Biografia
Nacque a Brandenburg an der Havel il 13 maggio 1915. Nel 1935 si arruolò nella  Luftwaffe, iniziando l'addestramento per servire come pilota nella specialità bombardamento in picchiata. Quando scoppiò la seconda guerra mondiale, il 1º settembre 1939, prestava servizio come Unteroffizier presso la I/St.G 1 (I Gruppe dello Stukageschwader 1) e questa unità prese parte alla campagna di Polonia, venendo decorato con la Croce di Ferro di seconda classe.  Insieme all'hauptmann Bruno Dilley e al leutnant Horst Schiller decollò dall'aeroporto di Elbing alle 4:35 del 1º settembre, e i tre Ju 87B colpirono obiettivi stradali e ferroviari a Tczew sul corso della Vistola. 
Durante l'operazione Weserübung, cioè l'invasione di Danimarca e Norvegia (aprile 1940) fu decorato con la Croce di Ferro di prima classe. L'8 maggio 1940, insieme ai piloti di Junkers Ju 87 Stuka hauptmann Paul-Werner Hozzel, leutnant Martin Möbus e all'oberleutnant Elmar Schäfer, venne insignito della  Croce di Cavaliere della Croce di Ferro (Ritterkreuz des Eisernen Kreuzes). per le sue straordinarie prestazioni contro i convogli navali britannici. Poco tempo dopo fu promosso feldwebel. Prese parte ai combattimenti durante le ultime fasi nelle ultime fasi della campagna di Francia e successivamente fu in azione contro le navi mercantili nel canale della Manica e negli attacchi ad obiettivi in Gran Bretagna nelle prime fasi della battaglia d'Inghilterra. Promosso leutnant il 1º agosto 1940, come Staffelkapitän del 2./St.G 1 (2ª Staffel dello Stukageschwader 1), nel dicembre 1940 raggiunse con la sua unità l'aeroporto di Trapani, in Sicilia, da dove iniziò ad operare contro obiettivi navali britannici nel Mar Mediterraneo.  
Il 10 gennaio 1941 decollò a bordo dello Junkers Ju 87R-1 (WerkNummer 5854, codice A5+DK) insieme al feldwebel Otto Zump, per attaccare navi britanniche che cercavano di rifornire l'isola di Malta. Il suo aereo non ritornò mai alla base, e probabilmente precipitò in mare da qualche parte tra le isole di Pantelleria e Malta. L'equipaggio è tuttora considerato disperso in azione.

### Fonti
1. 1 2 3 4 5  Goss 2018, p. 17.
2. ↑  Traces of War.
3. 1 2 3 4  Luftwaffe 39-45.
4. ↑  Smith 1998, p. 23.
5. ↑  Smith 1998, p. 66.
6. ↑  Scherzer 2007, p. 406.
7. 1 2  Goss 2018, p. 18.